# 伊万里町
伊万里町（いまりまち）は、佐賀県西松浦郡にあった町。

## 歴史
- 1889年（明治22年）4月1日 - 町村制の施行により、西松浦郡伊万里町、松島搦［三本松の一部］、新田村［浜ノ浦］が合併して町制施行し、伊万里町が発足。
- 1928年（昭和3年）12月10日 - 西松浦郡牧島村を編入。
- 1943年（昭和18年）12月8日 - 西松浦郡大坪村、大川内村と合併し、改めて伊万里町が発足。
- 1949年（昭和24年）5月24日 - 昭和天皇の戦後巡幸のお召し列車が伊万里駅に5分間停車。駅前奉迎が行われた[1]。
- 1954年（昭和29年）4月1日 - 西松浦郡黒川村、波多津村、南波多村、大川村、松浦村、二里村、東山代村、山代町と合併して伊万里市を新設して消滅。

## 町長
- 松尾広吉:1921年-1925年